# Санно-бобслейная трасса около Кёнигсзе

Схема трассы Кёнигсзее

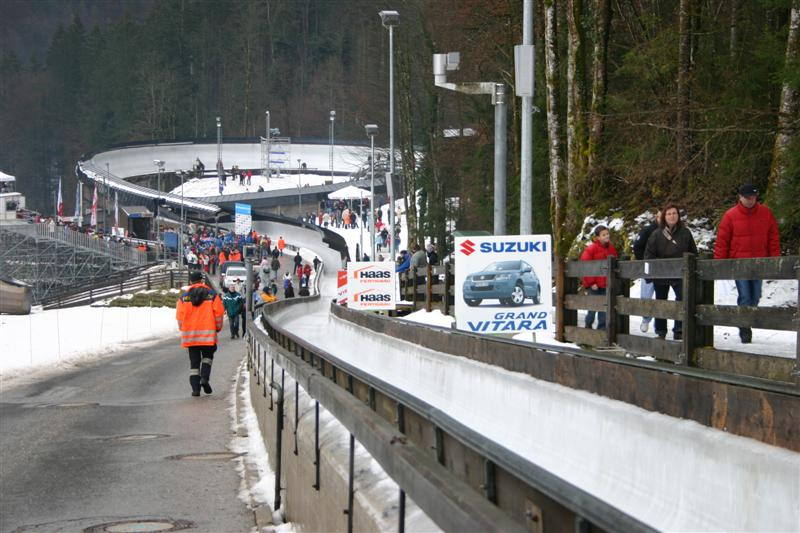

Са́нно-бобсле́йная тра́сса Кёнигсзе (нем. Kombinierte Kunsteisbahn am Königssee) — место проведения соревнований по бобслею, скелетону и санному спорту, расположена в коммуне Шёнау-ам-Кёнигсзе в земле Бавария, Германия.
Трасса примыкает к северной оконечности озера Кёнигсзе (нем. Königssee). Построена в 1968 году. Это первая в мире постоянная санно-бобслейная трасса с искусственным охлаждением.
Трасса в Кёнигсзее является одним из мест проведения официальных соревнований по календарю Международной федерации бобслея и тобоггана (FIBT) и Международной федерации санного спорта (FIL).

## История
В 1967 году на естественной трассе под Кёнигсзее прошли соревнования чемпионата Европы по санному спорту. Через некоторое время на этом месте было решено соорудить постоянную железобетонную конструкцию, для которой было предусмотрено искусственное охлаждение. Трасса, первоначально для санного спуска, была построена в 1968 году. Первые международные соревнования на новой трассе — чемпионат мира по санному спорту — состоялись через год после её открытия. В декабре 1977 года на трассе прошли первые заезды Кубка мира по санному спорту.
В 1970-х годах на трассе начались заезды в состязаниях по бобслею, а в 1979 году прошёл чемпионат мира по бобслею.
В конце 1980-х годов добавились соревнования по скелетону. В 1990 году на трассе прошли соревнования чемпионата мира по скелетону.
Трасса под Кёнигсзее была включена в перечень спортивных сооружений в заявке австрийского Зальцбурга на проведение зимних Олимпийских игр 2014 года.
В октябре 2008 года было объявлено о предстоящей реконструкции трассы в период 2010—2016 годов. Это связано с включением трассы в заявку теперь уже немецкого Мюнхена на проведение зимних Олимпийских игр 2018 года.
Также на трассе регулярно проходят заезды в рамках Еврокубка по бобслею и скелетону в соответствии с календарём ФИБТ.
В июле 2021 год трасса была частично разрушена наводнением. По словам президента Санно-бобслейной ассоциации Германии Томаса Шваба, трасса сможет вновь принять первые соревнования в октябре 2022 года .

## Статистика

### Технические параметры
| Вид спорта                               | Длина, м | Количество виражей | Уклон   |
| ---------------------------------------- | -------- | ------------------ | ------- |
| Сани — мужчины-одиночки                  | 1306     | 16                 | 10,35 % |
| Бобслей                                  | 1240     | 13                 | 9,30 %  |
| Скелетон                                 | 1185     | 12                 | 9,20 %  |
| Сани — женщины-одиночки и мужские двойки | 1156     | 12                 | 9,20 %  |

Перепад высот на трассе составляет 117 метров.

### Рекорды трассы
| Вид спорта | Категория        | Рекорд | Страна    | Спортсмен(ы)                                             | Дата            | Время в секундах |
| ---------- | ---------------- | ------ | --------- | -------------------------------------------------------- | --------------- | ---------------- |
| Бобслей    | Мужские двойки   | Разгон | Швейцария | Беат Хефти и Томас Лампартер                             | 10 января 2009  | 4,80             |
| Бобслей    | Мужские двойки   | Трасса | Германия  | Андре Ланге и Кевин Куске                                | 9 января 2010   | 49,00            |
| Бобслей    | Мужские двойки   | Трасса | Швейцария | Беат Хефти и Томас Лампартер                             | 9 января 2010   | 49,00            |
| Бобслей    | Женские двойки   | Разгон | Канада    | Кейли Хамфрис и Хезер Мойс                               | 9 января 2010   | 5,25             |
| Бобслей    | Женские двойки   | Трасса | Германия  | Катлин Мартини и Роми Логш                               | 9 января 2010   | 50,37            |
| Бобслей    | Мужские четвёрки | Разгон | Германия  | Андре Ланге, Кевин Куске, Удо Леман и Рене Хоппе         | 28 февраля 2004 | 4,78             |
| Бобслей    | Мужские четвёрки | Разгон | Швейцария | Мартин Аннен, Томас Лампартер, Беат Хефти и Седрик Гран  | 15 января 2006  | 4,78             |
| Бобслей    | Мужские четвёрки | Трасса | Германия  | Андре Ланге, Кевин Куске, Рене Хоппе и Александер Мецгер | 3 февраля 2008  | 48,38            |
| Сани       | Мужчины-одиночки | Разгон | Германия  | Давид Мёллер                                             | 6 января 2008   | 3,229            |
| Сани       | Мужчины-одиночки | Разгон | Германия  | Ян Айхгорн                                               | 6 января 2008   | 3,229            |
| Сани       | Мужчины-одиночки | Трасса | Россия    | Альберт Демченко                                         | 3 января 2010   | 47,049           |
| Сани       | Женщины-одиночки | Разгон | Германия  | Сильке Краусхар                                          | 8 января 2005   | 2,962            |
| Сани       | Женщины-одиночки | Трасса | Германия  | Татьяна Хюфнер                                           | 5 января 2008   | 47,262           |
| Сани       | Мужские двойки   | Разгон | Германия  | Тобиас Вендль и Тобиас Арльт                             | 2 января 2010   | 2,847            |
| Сани       | Мужские двойки   | Трасса | Германия  | Патрик Лайтнер и Александер Реш                          | 5 января 2008   | 46,921           |
| Скелетон   | Мужчины-одиночки | Разгон | Россия    | Александр Третьяков                                      | 2 февраля 2008  | 4,56             |
| Скелетон   | Мужчины-одиночки | Трасса | Германия  | Франк Роммель                                            | 9 января 2009   | 47,44            |
| Скелетон   | Женщины-одиночки | Разгон | Канада    | Линдсей Олкок                                            | 28 февраля 2004 | 4,96             |
| Скелетон   | Женщины-одиночки | Трасса | Канада    | Меллиса Холлингсуорт                                     | 8 января 2010   | 48,78            |

## Международные соревнования
- Чемпионаты мира по бобслею и скелетону: 1979, 1986, 1990 (мужской скелетон), 2004, 2011 (ранее планировался в Кортина-д'Ампеццо).
- Чемпионаты Европы по санному спорту: 1967 (на естественной трассе), 1972, 1973, 1977, 1988, 1994.
- Чемпионаты мира по санному спорту: 1969, 1970, 1974, 1979, 1999, 2016, 2021.

## Происшествия на трассе

### 2004
Немецкая бобслеистка Ивонн Цернота (Yvonne Cernota) погибла 12 марта 2004 года в результате аварии на трассе в Кёнигсзее. Спортивный боб, в котором она совершала тренировочный спуск, перевернулся, ударился об стену жёлоба и вылетел с трассы. Спортсменка скончалась в медицинском вертолёте по пути в госпиталь. Её напарник в заезде, Стефан Гранди (Stefan Grandi), получил перелом руки.

### 2009
23 ноября 2009 года во время тренировочных заездов на санно-бобслейной трассе в Кёнигсзее произошёл инцидент — российский женский экипаж-двойка в составе Надежды Филиной и Ирины Скворцовой из-за ошибки судьи выехал на трассу на красный свет. Боб с женским экипажем перевернулся, и в него на полной скорости врезался стартовавший из других стартовых ворот российский мужской экипаж (Евгений Пашков и Андрей Матюшко). Ирина Скворцова получила тяжелейшие травмы, перенесла ряд сложнейших операций в одной из клиник Мюнхена. Остальные спортсмены получили более лёгкие травмы, и через некоторое время смогли вернуться к соревновательному процессу.